# Barbora Lukáčová
Barbora Lukáčová (Liptovský Mikuláš, 28 aprile 1990) è un'ex sciatrice alpina slovacca.

## Biografia
Attiva in gare FIS dal dicembre del 2005, la Lukáčová esordì in Coppa Europa il 23 febbraio 2006 a Vratná in slalom speciale (46ª), ai Campionati mondiali a Val-d'Isère 2009, dove non completò né lo slalom gigante né lo slalom speciale, e in Coppa del Mondo il 4 gennaio 2011 a Zagabria Sljeme in slalom speciale, senza completare la prova. Il 10 e l'11 febbraio 2012 ottenne a Bad Wiessee in slalom speciale i suoi unici due podi in Coppa Europa, piazzandosi rispettivamente al 3º e al 2º posto.
Ai Mondiali di Schladming 2013, sua ultima presenza iridata, si classificò 42ª nello slalom speciale; l'anno dopo disputò la sua ultima gara in Coppa del Mondo, lo slalom speciale di Kranjska Gora del 2 febbraio che non completò (non portò a termine nessuna delle quattro gare nel massimo circuito cui prese parte) e in seguito ai XXII Giochi olimpici invernali di Soči 2014, sua unica partecipazione olimpica, fu 45ª nello slalom gigante e non completò lo slalom speciale. Si ritirò al termine della stagione 2013-2014 e la sua ultima gara fu lo slalom speciale dei Campionati slovacchi 2014, disputato il 21 marzo a Jasná e non completato dalla Lukáčová.

## Palmarès

### Coppa Europa
- Miglior piazzamento in classifica generale: 48ª nel 2012
- 2 podi:
  - 1 secondo posto
  - 1 terzo posto

### Campionati slovacchi
- 6 medaglie:
  - 4 argenti (supergigante, slalom speciale, supercombinata nel 2008; slalom speciale nel 2010)
  - 2 bronzi (slalom gigante, slalom speciale nel 2013)